# Futbol a Xipre
El futbol és l'esport més popular a Xipre. És organitzat per l'Associació de Futbol de Xipre, creada el 1934. Hi ha 52.403 (19.203 afiliats) jugadors i 108 clubs de futbol a Xipre.

## Història

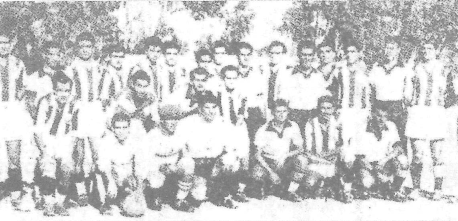
Jugadors de Nea Salamina i Anorthosis el 1953.

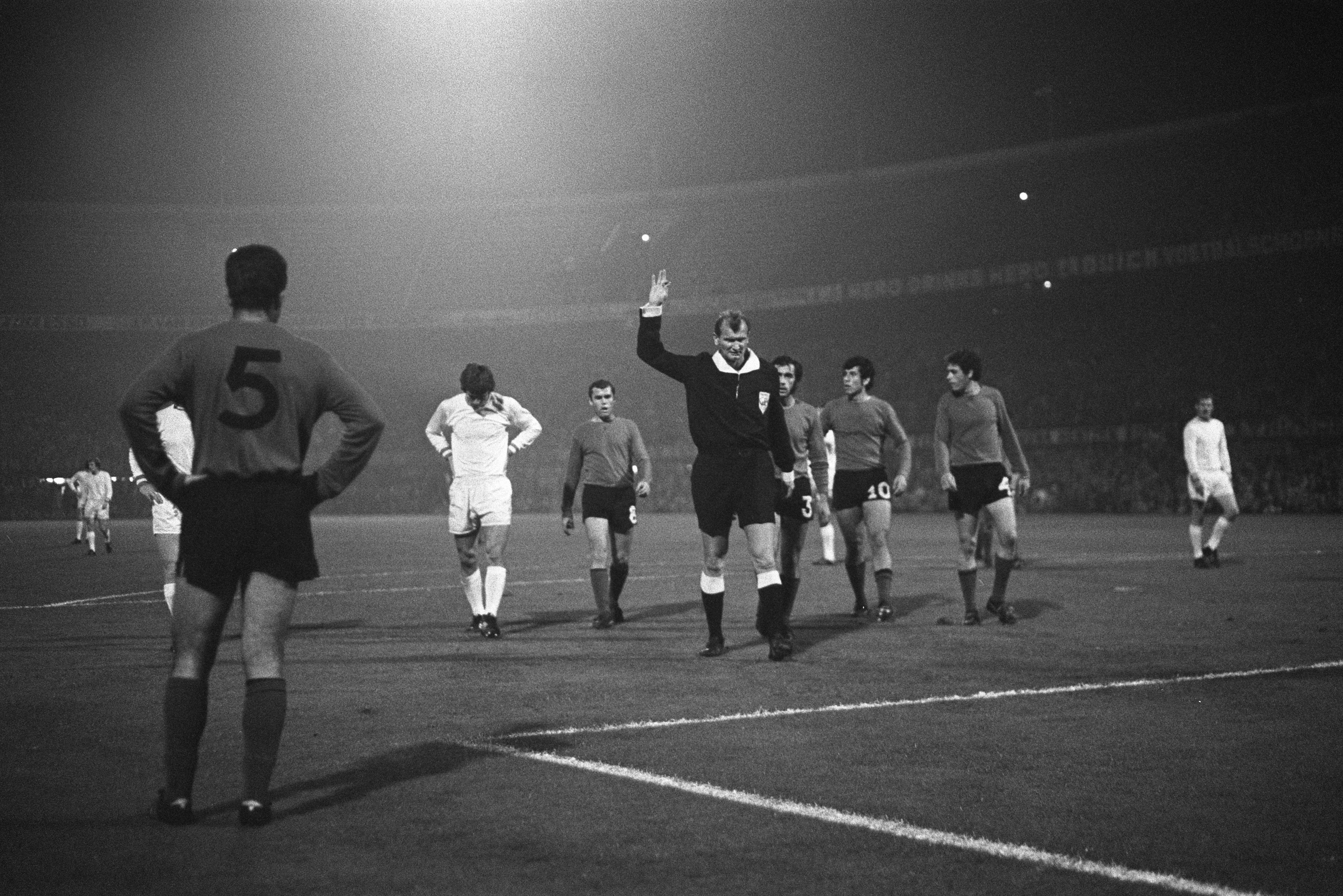
Partit Olympiakos de Nicòsia vs Feyenoord de Copa d'Europa el 22 de setembre de 1971.

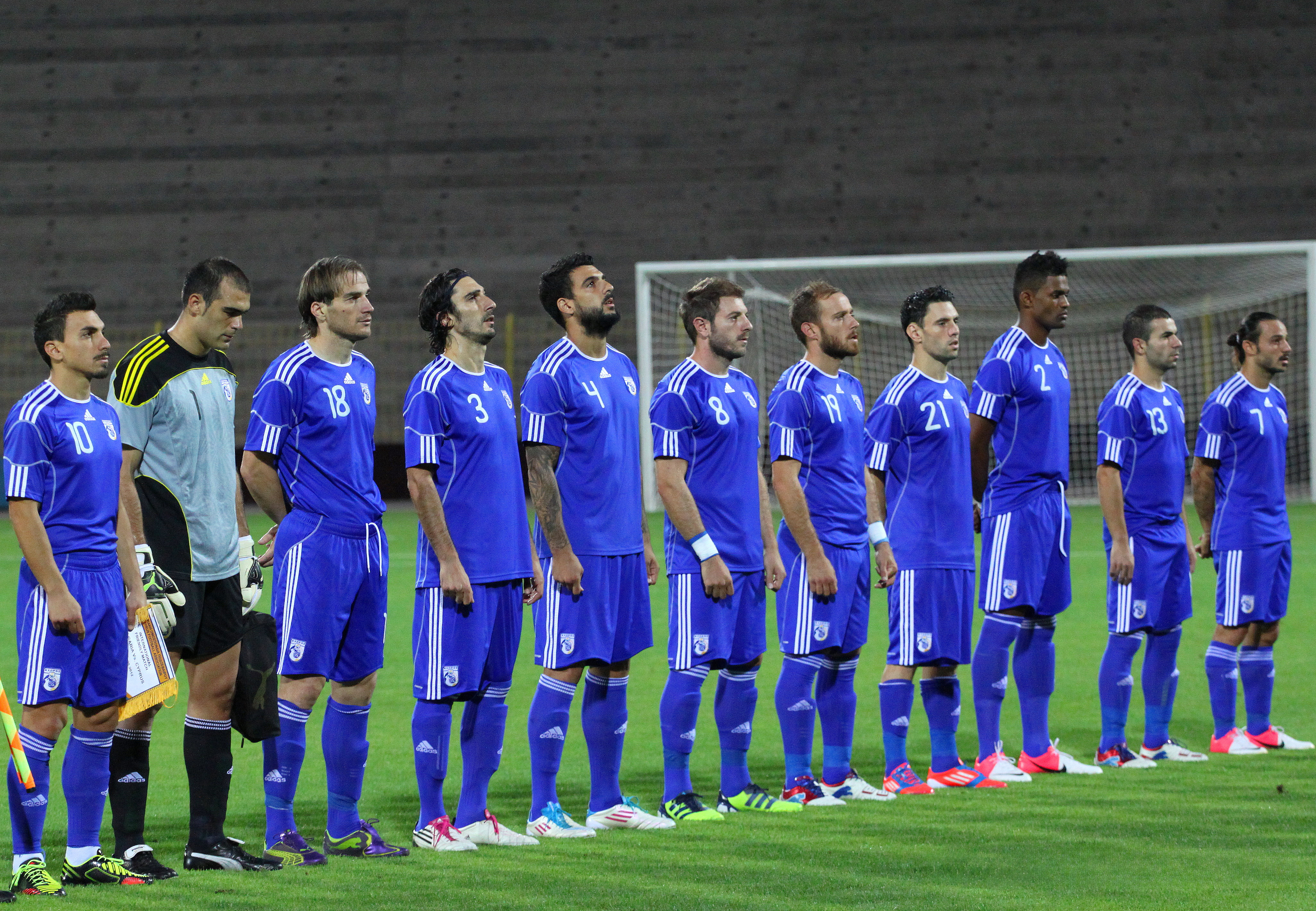
Selecció de Xipre l'any 2012.

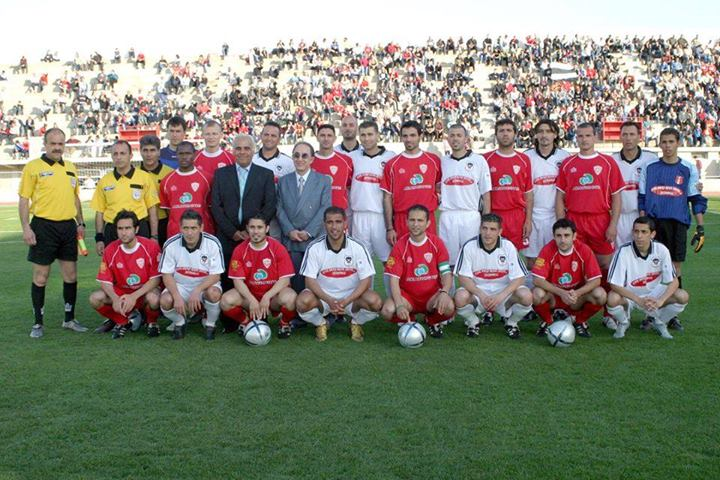
Partit amistós entre Nea Salamis Famagusta FC i Yenicami Ağdelen SK, a l'Estadi Ammochostos, primer partit entre un club greco-xipriota i un club turco-xipriota en 50 anys.

El futbol va ser introduït a l'illa a començament de segle XX de la mà de la colònia britànica. Les primeres entitats que practicaren el futbol foren The English School de Nicòsia el 1902 i la American Academy de Làrnaca el 1908. El primer club greco-xipriota fou l'Anorthosis Famagusta FC fundat el 1911. El POP (Podosferikos Omilos ta Pankypria) va ser fundat el 1914 i dissolt el 1924.
La primera lliga no fou organitzada fins al 1932. La Federació esdevingué membre de la FIFA el 1948.
Entre el 1948 i el 1953 van existir dues associacions i dues competicions al país. A més de l'Associació Xipriota de Futbol existí l'Associació Amateur Xipriota de Futbol. El 1953, la segona ingressà en la primera i el club AC Omonia fou inclòs en la Primera Divisió. El 1955 es produí una nova escissió. El club Çetinkaya Türk S.K., que havia estat l'únic club turc-xipriota que havia jugat a primera abandonà la competició, juntament amb altres clubs d'origen turc i creà la Federació Turco Xipriota de Futbol, amb les seves pròpies competicions. Aquest fet, a més, provocà que diversos clubs, com Anorthosis o Nea Salamina, s'haguessin de traslladar des de Famagusta a Làrnaca.
A partir de 1960, Xipre esdevingué independent i la seva federació ingressa a la UEFA el 1962, passant a disputar competicions europees. Entre 1967 i 1974 els campions de Xipre ascendien a la primera divisió grega i en cas de descens eren reemplaçats pels campions xipriotes de la temporada següent.
Des de ben aviat el futbol xipriota ha estat directament lligat a les diferents faccions polítiques del país. Els dos principals clubs del país, AC Omonia i APOEL FC representen l'esquerra i la dreta, respectivament.
L'APOEL FC va fer història quan la temporada 2011-12 superà la fase de grups de la Lliga de Campions, essent eliminat a vuitens de final.

## Competicions
- Lliga:
  - Primera Divisió
  - Segona Divisió
  - Tercera Divisió
  - Divisió Elite STOK
- Copa:
  - Copa xipriota de futbol
  - Supercopa xipriota de futbol
  - Copa xipriota de categories inferiors
- Xipre del Nord:
  - Lliga turco-xipriota de futbol
  - Copa turco-xipriota de futbol

## Principals clubs
Clubs amb més títols de lliga i copa (a 2018):
- APOEL FC Nicòsia
- AC Omonia Nicòsia
- Olympiakos Nicòsia
- Anorthosis Famagusta FC
- Nea Salamina Famagusta
- EPA Làrnaca
- AEK Làrnaca
- Pezoporikos Làrnaca
- Alki Làrnaca FC
- AEL Limassol
- Apollon Limassol
- Aris Limassol
- Çetinkaya Türk Spor Kulübü
- APOP Kinyras Peyias
- Enosis Neon Paralimni
- Digenis Akritas Morphou
- Ethnikos Achnas
- Enosis Neon Trast

## Jugadors destacats
Fonts:
Des de 1950
- Sava Georgiu

Des de 1960
- Andreas Stilianú

Des de 1970
- Sotiris Kaiafas
- Tassos Konstandinu
- Pambos Papadópulos
- Pavlos Vasiliou

Des de 1980
- Akis Agiomamitis
- Giannakis Giangoudakis
- Demetris Kizas
- Giorgos Pantziaras
- Stavros Papadopoulos

Des de 1990
- Màrios Kharalambus
- Nikos Panagiotu
- Nikos Pantziaras
- Pambos Pitas
- Giorgos Savvidis

Des de 2000
- Stathis Aloneftis
- Konstandinos Kharalambidis
- Ilias Kharalambus
- Michalis Konstantinou
- Ioannis Okkas
- Georgios Theodotou

Des de 2010
- Nektarios Alexandrou
- Antonis Georgallides
- Konstandinos Laïfis
- Constantinos Makrides

## Principals estadis

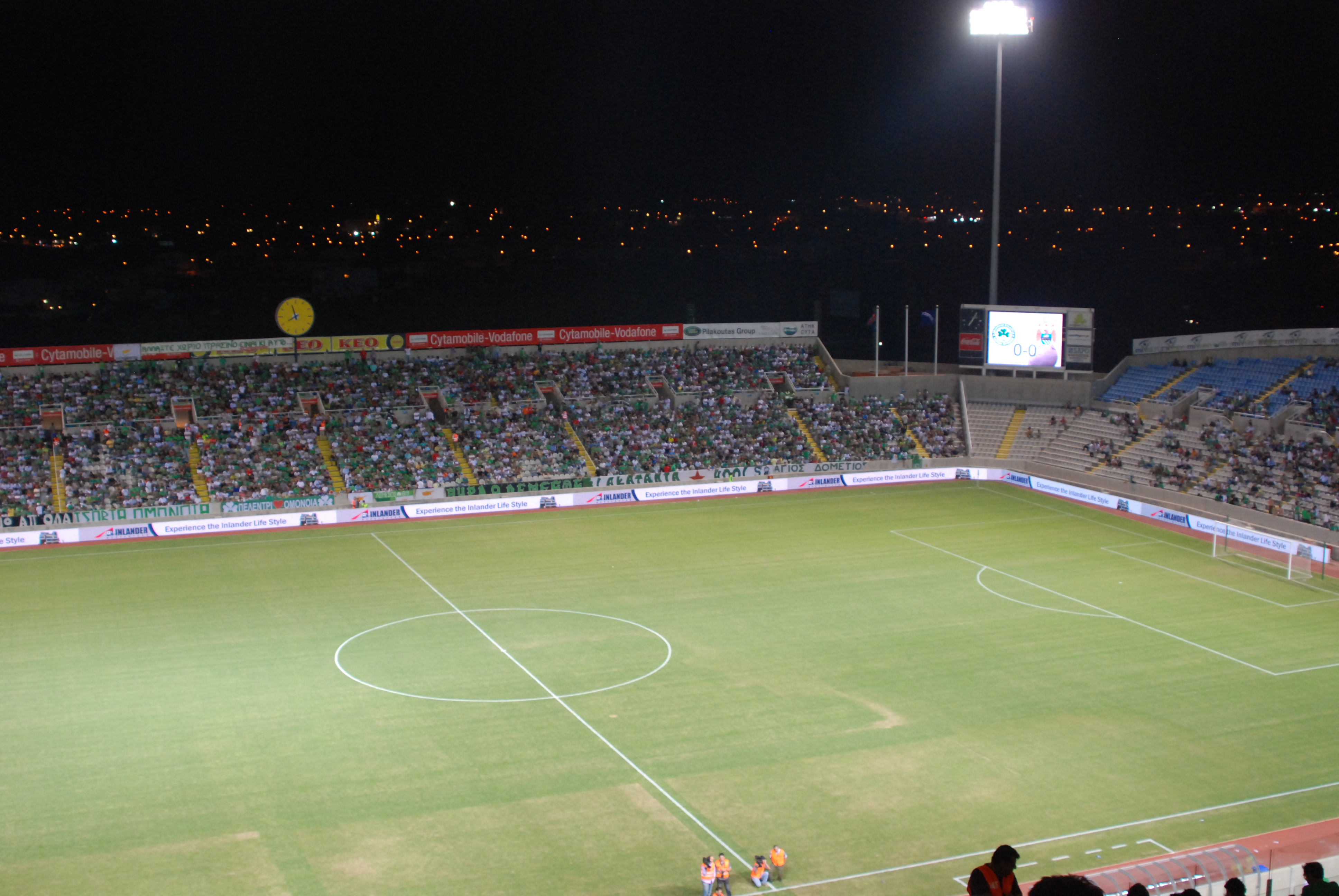
Estadi GSP.

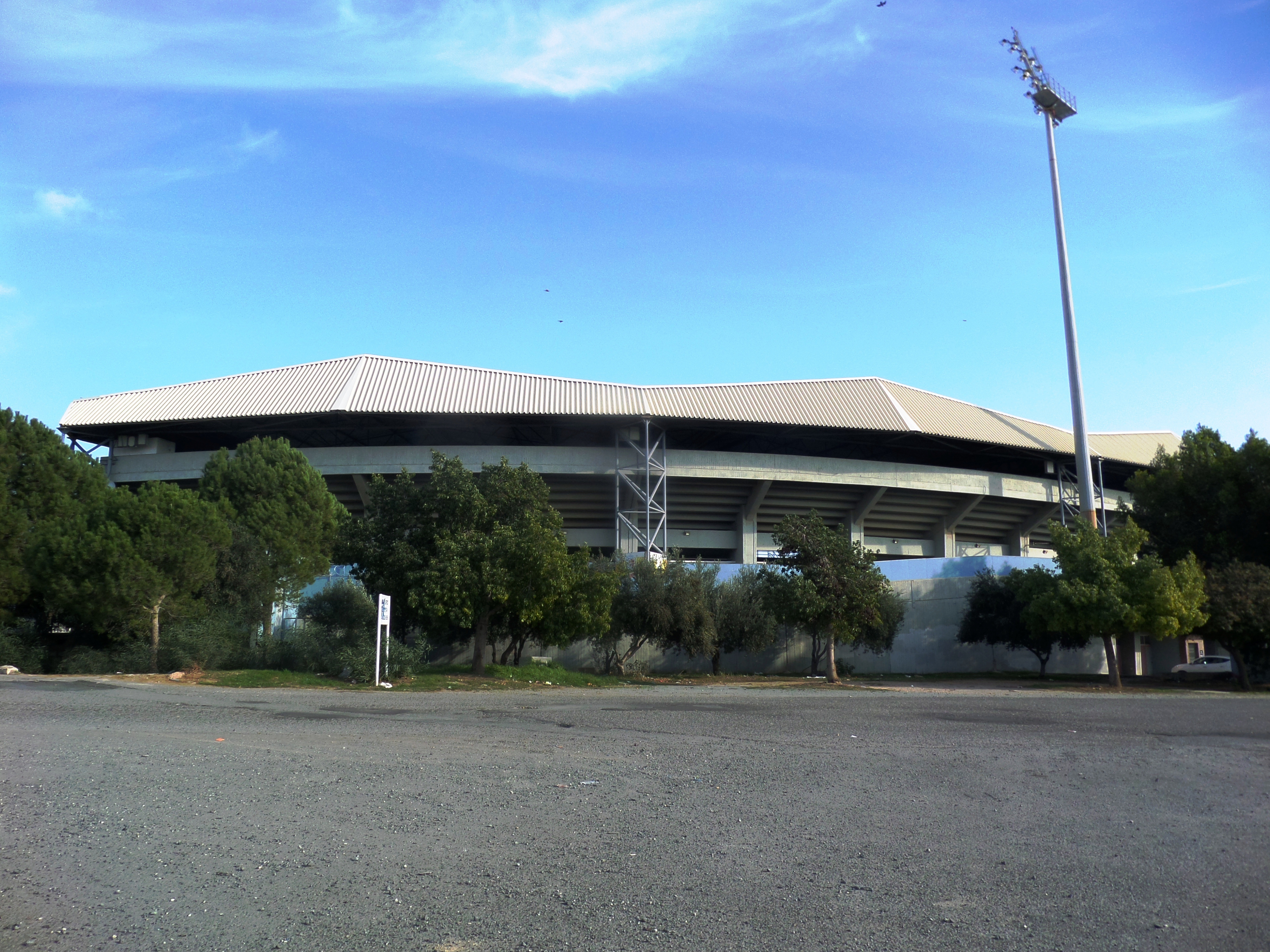
Estadi Tsirion.

| # | Estadi                      | Capacitat | Ciutat   |
| - | --------------------------- | --------- | -------- |
| 1 | Estadi GSP                  | 22.859    | Nicòsia  |
| 2 | Estadi Makario              | 16.000    | Nicòsia  |
| 3 | Estadi Tsirion              | 13.331    | Limassol |
| 4 | Estadi GSZ                  | 13.032    | Làrnaca  |
| 5 | Estadi Antonis Papadopoulos | 10.230    | Làrnaca  |